# セルジオ・フィオレンティーノ
セルジオ・フィオレンティーノ（Sergio Fiorentino, 1927年12月22日 ナポリ - 1998年8月22日 同地）は、イタリアのピアニスト・音楽教師。活動期間は半世紀に跨るが、音楽活動そのものは散発的にしか行わなかった。

## 経歴
ナポリ音楽院にてルイジ・フィニツィオとパオロ・デンツァに師事し、1946年に修了証書を取得。1948年にザルツブルクでカルロ・ゼッキのマスタークラスを受講する。
1953年にニューヨークのカーネギーホールにて全米デビューを果たす。だが翌年にはアルゼンチンとウルグアイでの演奏旅行中に、あわや大惨事の飛行機事故に乗り合わせたために、演奏活動を縮小せざるを得なくなる。これによって母校ナポリ音楽院の教員となった。
1950年代後半にイタリアとイングランドにおいて演奏活動の再出発を切り、この頃（1958年～1965年）に大半の録音が制作された。しかし再び舞台から退くと、数少ない公開演奏をイタリアにのみ絞って行うようになり、再度マスタークラスで定期的に指導を行うようになる。
1993年にナポリ音楽院を退職すると、再びイタリア国外でいっそうの公開演奏を行い、ドイツやフランス、アメリカ、台湾を訪れた。交渉の末にロシアやカナダでも契約が結ばれたが、1998年にナポリの自宅で急死したため、いずれの契約も実現を見なかった。

## 「コンサート・アーティスツ」レーベルの詐欺的商法
1994年から没後の1998年にかけて、フィオレンティーノの多数の録音が発売された。1994年から1997年までベルリンで制作された音源が、aprレーベルより発売されたのに対して、未公表音源はコンサート・アート・レコーディングス社より発表された。2007年2月に同社は、他人の音源を盗用して、ジョイス・ハットーが晩年に録音した楽曲ということに偽ったことを認めた。その後、同社より発表されたフィオレンティーノ演奏のマズルカ（CACD9002-2）についても、3人の別人の音源を盗用したものが混じっていることが判明した。
フィオレンティーノが1950年代後半から1960年代初頭にかけて録音した音源のいくつかは、元はサーガ（Saga）・レーベルより頒布されたが、同社の倒産後はマルセル・ロッドの所有となり、ポール・プロコポリスという幽霊演奏家の名義で再発売された。

## 註記
1. ↑  
“Classical CDs 'faked' by producer”. BBC (2007年2月27日). 2007年3月8日閲覧。
2. ↑  “Joyce Hatto and others: who was playing the piano?”. CHARM. 2007年12月10日閲覧。
3. ↑  “Sergio Fiorentino Discography”. 2017年12月26日閲覧。

### 音源
- Sergio Fiorentino - Schumann Fantasie - 1st mov(FIRST PART)
- Sergio Fiorentino - Schumann Fantasie -- 3rd mov.(1st Part)
- Sergio Fiorentino - Chopin Sonata No.2, 4thMov.Finale:Presto
- Sergio Fiorentino plays Liszt Grand Galop Chromatique
- Sergio Fiorentino plays "man lebt nur einmal" Waltz
- Sergio Fiorentino plays Fledermaus
- Sergio Fiorentino -- Brahms Klavierstucke Op.117 No.2
- Sergio Fiorentino esegue Etincelles di Moszkowski
- Sergio Fiorentino Rachmaninoff Third part 1
- Sergio Fiorentino Rachmaninoff Third part 2
- Sergio Fiorentino Rachmaninoff Third part 3
- Sergio Fiorentino Rachmaninoff Third part 4
- Sergio Fiorentino - Rachmaninov Vocalise Op.35 No.14
- Sergio Fiorentino plays: Prokofiev, excerpt from Sonata n.8
- Sergio Fiorentino plays: George Gershwin!!
- Sergio Fiorentino- a musical interview part 1 of 5（会話は英語。メンデルスゾーンの《ヴァイオリン協奏曲》第1楽章、《いつか王子様が》）
- Sergio Fiorentino- a musical interview part 2 of 5（ブラームスの《ピアノ協奏曲 第1番》）
- Sergio Fiorentino- a musical interview part 3 of 5 （ファッツ・ウォーラー、ガーシュウィン）
- Sergio Fiorentino- a musical interview part 4 of 5
- Sergio Fiorentino- a musical interview part 5 of 5（《パガニーニ狂詩曲》第18変奏）